# Santa Margherita (Lissone)
Santa Margherita (Santa Margherita in dialetto brianzolo) è una delle due frazioni di Lissone in provincia di Monza e Brianza. Conta circa 5 000 abitanti, un numero abbastanza elevato per una comunità non autonoma.
Nonostante sia stata inglobata nel comune di Lissone, Santa Margherita conserva la sua identità, e un forte spirito autonomista, pur facendone parte amministrativamente. Possiede un proprio ufficio postale ed un proprio centro sportivo dove ha sede la ASD Campagnola Don Bosco. Inoltre nella frazione si trova la discarica comunale e l'UCI Cinemas di Lissone.
Per quanto concerne l'istruzione la frazione ospita un asilo nido e una scuola materna in Via Edmondo De Amicis, una scuola elementare e una scuola primaria di secondo grado in Via Giulio Tarra.

## Storia

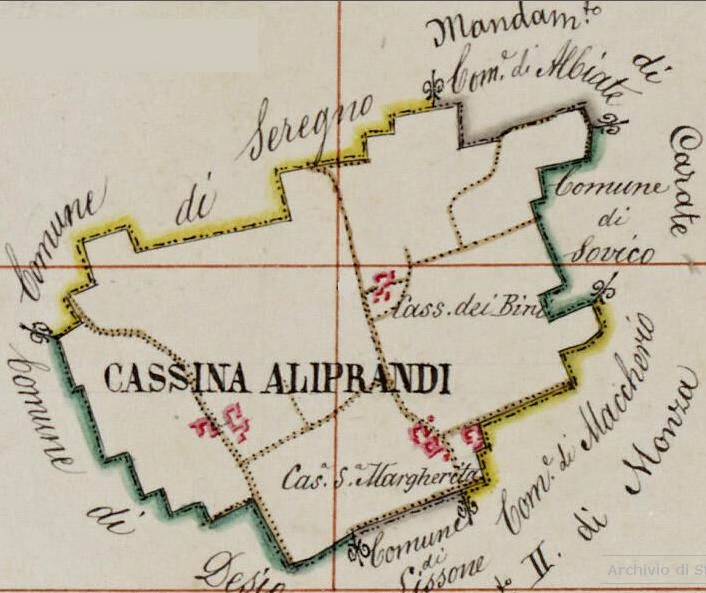
Il Comune di Cassina Aliprandi nel Catasto Lombardo Veneto (1856)

Dal tardo Rinascimento in poi, la cascina di Santa Margherita, insieme a quella di Aliprandi e a quella di Bini, formarono un municipio indipendente: il Comune di Cassina di Giorgio Aliprandi. Nel 1869 questo comune e i suoi 491 abitanti furono annessi al vicino comune di Lissone, come peraltro era già accaduto in epoca napoleonica.

## Monumenti e luoghi d'interesse
ChieseDell'antica chiesa principale, quella di santa Margherita (poi intitolata a San Bernardo) risalente al XIX secolo, rimane visibile attualmente solo un piccolo campanile e una piccola cappella con un mosaico della santa situati nella via (Via S. Margherita) che collega la frazione al comune di Lissone. La chiesa attuale è invece quella di Santa Maria Assunta, moderna e molto capiente. Da notare il mosaico dedicato all'Assunta.
Cascina Santa MargheritaCorte attigua alla piccola chiesa di Santa Margherita in Via Aspromonte, dà il nome all'intera frazione.
Cascina BiniInsieme di case di corte e capanni agricoli in via Deledda. È una delle poche testimonianze della vocazione agricola della zona.
Cascina Aliprandi
Situata nella parte occidentale della frazione, della vecchia cascina rimangono solamente alcune case e qualche corte ancora visibili tra Via C. Collodi e Via Lombardia.

## Infrastrutture e trasporti
Sulla strada vicinale per Sovico è presente l'elisuperficie di Lissone, unica struttura adibita all'atterraggio ed al decollo di elicotteri, per emergenze e per il soccorso aereo, di tutta la Brianza. Il paese è inoltre attraversato dal trasporto pubblico della linea z228 che porta a Seregno FS, a Lissone e a Monza FS.